# كسوف الشمس 30 أبريل 2041
سيحدث كسوف كلي للشمس يوم الثلاثاء الموافق 30 أبريل 2041. يحدث كسوف الشمس عندما يمر القمر بين الأرض والشمس ، وبالتالي يحجب صورة الشمس كليًا أو جزئيًا عن مشاهد على الأرض. يحدث الكسوف الكلي للشمس عندما يكون القطر الظاهري للقمر أكبر من قطر الشمس ، مما يحجب كل ضوء الشمس المباشر ، ويحول النهار إلى ظلام. تحدث الكلية في مسار ضيق عبر سطح الأرض ، مع كسوف جزئي للشمس مرئي فوق المنطقة المحيطة بعرض آلاف الكيلومترات.

## الصور
مسار متحرك

## الخسوفات ذات الصلة

### كسوف الشمس 2040-2043
هذا الكسوف هو جزء من سلسلة كسوف الشمس 2040-2043. يتكرر الكسوف في كل 177 يومًا تقريبًا و 4 ساعات في العقد المتناوبة من مدار القمر.
| مجموعات سلسلة كسوف الشمس من 2040 إلى 2043 | مجموعات سلسلة كسوف الشمس من 2040 إلى 2043  | مجموعات سلسلة كسوف الشمس من 2040 إلى 2043 | مجموعات سلسلة كسوف الشمس من 2040 إلى 2043 | مجموعات سلسلة كسوف الشمس من 2040 إلى 2043 |
| ----------------------------------------- | ------------------------------------------ | ----------------------------------------- | ----------------------------------------- | ----------------------------------------- |
| عقدة تصاعدية                              | عقدة تصاعدية                               |                                           | عقدة تنازلية                              | عقدة تنازلية                              |
| 119                                       | مايو 11, 2040 جزئي                         | 124                                       | نوفمبر 4, 2040 حلقي                       |                                           |
| 129                                       | أبريل 30, 2041 كلي                         | 134                                       | أكتوبر 25, 2041 حلقي                      |                                           |
| 139                                       | أبريل 20, 2042 [الإنجليزية] كلي            | 144                                       | أكتوبر 14, 2042 [الإنجليزية] حلقي         |                                           |
| 149                                       | أبريل 9, 2043 [الإنجليزية] كلي (غير مركزي) | 154                                       | أكتوبر 3, 2043 حلقي (غير مركزي)           |                                           |

### ساروس 129
وهي جزء من دورة ساروس 129 تتكرر كل 18 سنة و 11 يوماً وتحتوي على 80 حدثاً.
- بدأت السلسلة بكسوف جزئي للشمس في 3 أكتوبر 1103 ،
- تحتوي على كسوف حلقي في 6 مايو 1464 حتى 18 مارس 1969 ،
- خسوف هجين من 29 مارس 1987 حتى 20 أبريل 2023
- خسوفًا كليًا من 30 أبريل 2041 حتى يوليو. 26 ، 2185.
- تنتهي السلسلة عند العضو 80 ككسوف جزئي في 21 فبراير 2528.

كانت أطول مدة للمجموع 3 دقائق و 43 ثانية في 25 يونيو 2131. تحدث جميع الكسوفات في هذه السلسلة عند عقدة القمر الصاعدة.
| تحدث أعضاء السلسلة 46-56 بين عامي 1901 و 2100: | تحدث أعضاء السلسلة 46-56 بين عامي 1901 و 2100: | تحدث أعضاء السلسلة 46-56 بين عامي 1901 و 2100: |
| 46                                             | 47                                             | 48                                             |
| ---------------------------------------------- | ---------------------------------------------- | ---------------------------------------------- |
| فبراير 14, 1915 [الإنجليزية]                   | فبراير 24, 1933 [الإنجليزية]                   | مارس 7, 1951 [الإنجليزية]                      |
| 49                                             | 50                                             | 51                                             |
| مارس 18, 1969 [الإنجليزية]                     | مارس 29, 1987 [الإنجليزية]                     | أبريل 8, 2005                                  |
| 52                                             | 53                                             | 54                                             |
| أبريل 20, 2023                                 | أبريل 30, 2041                                 | مايو 11, 2059 [الإنجليزية]                     |
| 55                                             | 56                                             |                                                |
| مايو 22, 2077 [الإنجليزية]                     | يونيو 2, 2095 [الإنجليزية]                     |                                                |

### سلسلة اينكس
هذا الكسوف هو جزء من دورة اينكس طويلة الأمد ، يتكرر عند العقد المتناوبة ، كل 358 شهرًا سينوديًا (≈ 10571.95 يومًا ، أو 29 عامًا ناقص 20 يومًا).
مظهرها وخط طولها غير منتظمين بسبب عدم التزامن مع الشهر غير الطبيعي (فترة الحضيض). ومع ذلك ، فإن مجموعات 3 دورات اينكس (87 سنة ناقص شهرين) تقترب (≈ 1،151.02 شهرًا غير طبيعي) ، لذا فإن الكسوف متشابه في هذه المجموعات.
| أعضاء سلسلة اينكس بين عامي 1901 و 2100:     | أعضاء سلسلة اينكس بين عامي 1901 و 2100:      | أعضاء سلسلة اينكس بين عامي 1901 و 2100:      |
| ------------------------------------------- | -------------------------------------------- | -------------------------------------------- |
| </img> </br>20 يوليو 1925 </br> (ساروس 125) | </img> </br> 30 يونيو 1954 </br> (ساروس 126) | </img> </br> 11 يونيو 1983 </br> (ساروس 127) |
| </img> </br> 20 مايو 2012 </br> (ساروس 128) | </img> </br> 30 أبريل 2041 </br> (ساروس 129) | </img> </br> 11 أبريل 2070 </br> (ساروس 130) |
| </img> </br> 21 مارس 2099 </br> (ساروس 131) |                                              |                                              |

### سلسلة ميتونيك
تتكرر السلسلة ميتونيك كل 19 عامًا (6939.69 يومًا) ، وتستمر حوالي 5 دورات. يحدث الكسوف في نفس تاريخ التقويم تقريبًا. بالإضافة إلى ذلك ، تتكرر سلسلة أكتون الفرعية 1/5 من ذلك أو كل 3.8 سنوات (1387.94 يومًا). تحدث جميع الكسوفات في هذا الجدول عند العقدة الصاعدة للقمر.
| 21 حدثًا من أحداث الكسوف ، تتقدم من الجنوب إلى الشمال بين 13 يوليو 2018 و 12 يوليو 2094 | 21 حدثًا من أحداث الكسوف ، تتقدم من الجنوب إلى الشمال بين 13 يوليو 2018 و 12 يوليو 2094 | 21 حدثًا من أحداث الكسوف ، تتقدم من الجنوب إلى الشمال بين 13 يوليو 2018 و 12 يوليو 2094 | 21 حدثًا من أحداث الكسوف ، تتقدم من الجنوب إلى الشمال بين 13 يوليو 2018 و 12 يوليو 2094 | 21 حدثًا من أحداث الكسوف ، تتقدم من الجنوب إلى الشمال بين 13 يوليو 2018 و 12 يوليو 2094 |
| 12-13 يوليو                                                                            | 30 أبريل - 1 مايو                                                                      | من 16 إلى 17 فبراير                                                                    | 5-6 ديسمبر                                                                             | من 22 إلى 23 سبتمبر                                                                    |
| 117                                                                                    | 119                                                                                    | 121                                                                                    | 123                                                                                    | 125                                                                                    |
| -------------------------------------------------------------------------------------- | -------------------------------------------------------------------------------------- | -------------------------------------------------------------------------------------- | -------------------------------------------------------------------------------------- | -------------------------------------------------------------------------------------- |
| </img> </br> 13 يوليو 2018                                                             | </img> </br> 30 أبريل 2022                                                             | </img> </br> 17 فبراير 2026                                                            | </img> </br> 5 ديسمبر 2029                                                             | </img> </br> 23 سبتمبر 2033                                                            |
| 127                                                                                    | 129                                                                                    | 131                                                                                    | 133                                                                                    | 135                                                                                    |
| </img> </br> 13 يوليو 2037                                                             | </img> </br> 30 أبريل 2041                                                             | </img> </br> 16 فبراير 2045                                                            | </img> </br> 5 ديسمبر 2048                                                             | </img> </br> 22 سبتمبر 2052                                                            |
| 137                                                                                    | 139                                                                                    | 141                                                                                    | 143                                                                                    | 145                                                                                    |
| </img> </br> 12 يوليو 2056                                                             | </img> </br> 30 أبريل 2060                                                             | </img> </br> 17 فبراير 2064                                                            | </img> </br> 6 ديسمبر 2067                                                             | </img> </br> 23 سبتمبر 2071                                                            |
| 147                                                                                    | 149                                                                                    | 151                                                                                    | 153                                                                                    | 155                                                                                    |
| </img> </br> 13 يوليو 2075                                                             | </img> </br> 1 مايو 2079                                                               | </img> </br> 16 فبراير 2083                                                            | </img> </br> 6 ديسمبر 2086                                                             | </img> </br> 23 سبتمبر 2090                                                            |
| 157                                                                                    |                                                                                        |                                                                                        |                                                                                        |                                                                                        |
| </img> </br> 12 يوليو 2094                                                             |                                                                                        |                                                                                        |                                                                                        |                                                                                        |

## روابط خارجية
- www.solar-eclipse.de - متوسط التغطية السحابية والمدن على طول مسار الكسوف
- http://eclipse.gsfc.nasa.gov/SEplot/SEplot2001/SE2038Jan05A. GIF
- http://eclipse.gsfc.nasa.gov/SEplot/SEplot2001/SE2038Jul02A. GIF